# UltraISO
UltraISO 是一个运行在Microsoft Windows平台上的用来创建、修改和转换ISO文件的软件。自从2002年4月20日UltraISO首次发布以来，它的開發公司EZB Systems就把它定义为一个共享软件。当前EZB Systems域名的注册地址在中国深圳。

## 特点
- 复制CD和DVD到ISO镜像文件。
- 通过儲存在CD/DVD-ROM或硬盘上文件的创建ISO镜像文件。
- 通过添加，删除和创建文件或文件夹的方法编辑现有的ISO镜像文件。
- 创建文件系统为ziso (.ISZ) 的镜像。
- 创建可引导的 CD, DVD 和镜像.
- 把.BIN, .IMG, .CIF, .NRG, .BWI, .DAA, .DMG, .HFS 和其他格式的文件转换到标准的ISO文件。
- 支持所有ISO 9660规范和Joliet扩展。
- ISO镜像文件的结构以节省磁盘空间。
- 能够把ISO文件装载入虚拟驱动器。
- 创建ISO校验。
- 内建音乐播放器。
- 支持UDF磁盘格式并且可以创建可引导的UDF磁盘。